# Xenogears
Xenogears (яп. ゼノギアス Дзэногиасу) — научно-фантастическая японская ролевая игра, разработанная и выпущенная компанией Square Co. (ныне Square Enix) для игровой консоли PlayStation в 1998 году. Действие Xenogears происходит на экзопланете, населённой людьми с разбившегося на ней 10 тысяч лет назад космического корабля. Герои игры — молодой человек по имени Фэй и его спутники — обследуют мир игры, открывая новые места и раскрывая сложный заговор, уходящий далеко в прошлое вымышленного мира. Геймплей Xenogears включает в себя как рукопашные бои с участием героев, так и более масштабные битвы, в которых сражаются гигантские человекоподобные роботы-мехи. Сюжет игры, затрагивающий философские и психологические темы, включает в себя отсылки к философии и творчеству Фридриха Ницше, Зигмунда Фрейда и Карла Юнга, многочисленные и неоднозначные обращения к темам религии, в том числе христианству, гностицизму и Каббале.
Первоначальная концепция Xenogears была создана супругами Тэцуей Такахаси и Сораей Сагой для разрабатываемой в то время игры Final Fantasy VII; руководство Square отклонило идею, посчитав её слишком мрачной и запутанной для серии Final Fantasy, но предоставило Такахаси возможность работать над отдельной игрой, не связанной с серией. Разработкой дизайна персонажей и мехов занимался мангака и художник Кунихико Танака. Такахаси надеялся сделать игру полностью трёхмерной, но это оказалось затруднительно из-за технических ограничений PlayStation — в результате игра сочетает двухмерную и трёхмерную графику. Разработчикам пришлось отказаться от многих первоначальных задумок из-за нехватки времени и средств на разработку, и многие сцены в игре переданы с помощью рисованных анимационных вставок, созданных на студии Production I.G, или неинтерактивных вставок на движке игры.
Xenogears получила преимущественно положительные оценки игровой прессы, особо высоко оценившей сценарий со множеством разветвляющихся сюжетных ветвей, геймплей, затронутые темы и общий эпический размах повествования. Игру часто сравнивали с анимационным сериалом «Евангелион», содержащим схожие образы и темы. Хотя Xenogears не получила непосредственного продолжения или приквелов, 1999 года Такахаси занимался созданием новых игр — идейных наследников Xenogears — в собственной студии Monolith Soft; в частности, многие идеи и образы перешли из Xenogears в трилогию Xenosaga.

## Игровой процесс
Xenogears сочетает в себе как традиционные, так и инновационные элементы. Во-первых, вместо стандартных двумерных отрендеренных фонов игра полностью трёхмерна, за исключением двумерных моделей персонажей. Также, помимо битв за людей, придётся подраться и за «гиров» — огромных антропоморфных роботов, подобных мехам из MechWarrior.

### Боевая система
В игре используется пошаговая боевая система, которая впервые была применена в игре Chrono Trigger, а затем и в нескольких играх серии Final Fantasy. После начала боя персонажи дерутся с помощью рукопашных приёмов и эфирных атак. Также могут быть применены так называемые Deathblow, которые выполняются комбинацией сильных, средний и слабых ударов. Во время атаки использует очки действия (англ. Action Point, AP). Сильная атака использует 3 очка, средняя 2 очка, и слабая 1. В начале игры вам даётся 3 AP на ход, затем по мере поднятия уровня персонажа число AP увеличивается до 6. В определённый момент игр вы получите дополнительный AP (7 AP за ход) и после этого вы сможете изучить и использовать элементальные Deathblows (англ. Elemental Deathblows). Очки AP можно накапливать и использовать для комбо-атак. Максимально можно накопить 28 очков и затем атаковать врага серий из изученных Deathblows. Однако в комбо-серии можно использовать только Deathblows ценой не более 6 AP.
Также персонажи могут использовать «магические» способности, с помощью которых можно вылечиться или нанести ущерб врагам. Для использования магических способностей необходимы эфирные очки (англ. Ether Points, EP). В отличие от AP, EP не восстанавливаться между боями. Магия большинства персонажей носит название Эфир (англ. Ether), однако некоторые персонажи используют магию с другими названиями. Например, магия Фея называется 'Чи'. В отличие от большинства других японских ролевых игр, где главные герои специализируются либо на магии, либо на физических атаках, главные герои Xenogears могут использовать и то, и другое одинаково эффективно.

### Бой в Гирах
Кроме боёв самими персонажами, вы также будете сражаться внутри боевых роботов, называемых 'Гирами' (англ. Gears). Бой в них очень похож на бой персонажей без Гиров, однако всё же имеет ряд особенностей. Во время боя доступно три вида атак — сильная, средняя, и слабая. Каждая атака повышает Attack Level Гиров, который затем используется для проведения более мощных специальных атак. Внутри Гиров ограничение AP заменяется ограничением на запас топлива, которое используется при каждой атаке, при этом чем сильнее атака, тем больше используется топлива. Существует три уровня нормальных специальных атак Гиров (уровни 1, 2, и 3 соответственно) и один дополнительный 'Infinite' уровень. Когда гир достигает уровня атаки 'Infinite', он переходит в режим 'Infinity Mode '.
Режим 'Infinity Mode' длится три хода. Находясь в этом режиме, вы можете перезаряжать топливо в большом количестве или использовать Infinity-атаки. Вы не сможете использовать режим Infinity Mode, пока не изучите элементарные Deathblows (кроме Марии Бальтазар, у которой он есть автоматически, и Чу-Чу (англ. Chu-Chu), у которой нет уровней атак как таковых). Чтобы достигнуть режим infinity mode, персонаж должен поднять свой Attack Level до трёх и продолжать использовать простые атаки (чем выше уровень персонажа, тем проще ему перейти в infinity mode). Гиры также могут активировать Бустер (англ. Boosters, букв. Ускорители), который увеличивает скорость их атак взамен на больший расход топлива. Пункт меню Особые Возможности (англ. Special Option) позволяет восстанавливает уровень HP (при условии, что на вас установлены соответствующие запчасти) и использовать специальные атаки за счёт большого количества топлива. Когда у Гира заканчивается топливо, он не может атаковать, использовать специальные возможности или Бустер. Однако можно использовать способность Charge (восстанавливает топливо) и использовать эфирные способности. Главные персонажи могут покупать для Гиров топливо, запчасти и обновления в магазине.

## Игровой мир
Игра берёт начало на континенте Игнас, который расположен в северном полушарии. На протяжении нескольких сотен лет здесь вспыхивали самые кровопролитные войны между двумя странами. На севере континента находится Империя Кислев. На юге, среди пустынь, простирается королевство Авех. Война продолжалась так долго, что люди уже забыли её причину, помня только бесконечный круг ненависти и трагедии. Но скоро должен был наступить перелом. Это должно было произойти благодаря Этосу, институту, стоящему на страже мировой культуры, а также контролирующему ремонт всего, что добывается из руин древней цивилизации. Одновременно обе страны начали раскопки и восстанавливая находки с помощью Этоса стали наращивать военную мощь. Пошла 'гонка вооружений'. Различные виды оружия, обнаруженные при раскопках, сильно преобразили форму сражений. Исход противостояний между двумя государствами более не решался в поединке человек-человек, но при поединках 'Гиров', гигантских человекоподобных боевых машин, которых находили в глубинах руин.
В конце концов, Империя Кислев стала доминировать. Решающим фактором стало то, что на территории Империи было погребено больше 'ресурсов'. Но неожиданно на континенте Игнас появился таинственный военный флот. Назвавшись 'Геблер', эта организация решила связаться с Аве. С помощью Геблера Аве смогли выбраться из безнадёжной ситуации и даже перейти в наступление. Пользуясь поддержкой, они стали захватывать одну территорию Кислева за другой, ни на секунду не замедляя своей интервенции.
Более подробно игровая вселенная Xenogears' описана в книге Xenogears Perfect Works, которая издавалась только на японском языке. Книга была создана ныне не существующей компанией DigiCube, и описывала историю мира Xenogears от момента нахождения Зохара до момента начала игры.

## Графика
Графически Xenogears совмещает спрайтовых двумерных персонажей на трёхмерном окружении. Гиры и окружение выполнены только в трёхмерном. Вдобавок к этому в игре используется ролики, выполнимые как в стиле аниме, так и в виде CGI-роликов, созданных компанией Production I.G.

## Аудио
Музыку для игры написал Ясунори Мицуда, который уже прославился в то время, благодаря своей предыдущей работе над игрой Chrono Trigger. Оригинальный саундтрек был издан в Японии на двух компакт-дисках компанией DigiCube. Саундтрек включал в себя две песни, исполненные Joanne Hogg. Первая песня называлась «Stars of Tears», она не использовалась в игре, однако была добавлена на компакт-диск по непонятной причине. Вторая песня носила название «Small Two of Pieces» и исполнялась в игре на заключительных титрах.
Аранжированную версию саундтрека также написал Ясунори Мицуда. Альбом вышел под названием «Xenogears Creid». Диск содержит 10 треков, причём 2 из них представляют собой японские версии песен «Stars of Tears» и «Small Two of Pieces». Остальные треки представляют собой аранжированные версии песен из игры под влиянием кельтских мотивов.

## Отзывы и оценки
| Сводный рейтинг                             | Сводный рейтинг                                                          |
| Агрегатор                                   | Оценка                                                                   |
| ------------------------------------------- | ------------------------------------------------------------------------ |
| GameRankings                                | 90,99 %                                                                  |
| Metacritic                                  | 84/100                                                                   |
| Иноязычные издания                          |                                                                          |
| Издание                                     | Оценка                                                                   |
| AllGame                                     | 4 из 5 звёзд · 4 из 5 звёзд · 4 из 5 звёзд · 4 из 5 звёзд · 4 из 5 звёзд |
| Edge                                        | 8/10                                                                     |
| EGM                                         | 35,5/40                                                                  |
| Famitsu                                     | 31/40                                                                    |
| Game Informer                               | 27/30                                                                    |
| GameRevolution                              | B+                                                                       |
| GameSpot                                    | 9/10                                                                     |
| IGN                                         | 9,5/10                                                                   |
| Games Domain                                | 10/10                                                                    |
| HonestGamers                                | 10/10                                                                    |
| Just RPG                                    | A                                                                        |
| RPGFan                                      | 98 % (PS1) 96 % (PSN)                                                    |
| Video Gamers First                          | 10/10                                                                    |
| PSM                                         | [ 12 ]                                                                   |
| Награды                                     |                                                                          |
| Издание                                     | Награда                                                                  |
| Game Informer                               | Best Role-Playing Game of the Year                                       |
| Electronic Gaming Monthly (Readers' Choice) | RPG of the Year                                                          |
| Electronic Gaming Monthly (Editors' Choice) | RPG of the Year (Runner-Up)                                              |
| Official U.S. PlayStation Magazine          | Best RPG, Best Story                                                     |
| RPGFan                                      | Best Import (#3)                                                         |

Xenogears получила рейтинг в 91 % на Game Rankings, также она входит в 15 лучших игр на PlayStation. Однако многие критикуют игру за стиль подачи сюжета на втором диске, где вы только дерётесь с боссами и смотрите диалоги персонажей. Есть неподтверждённые данные о том, что стиль подачи игры на втором диске был вызван тем, что разработчики просто торопились сделать игру к положенному сроку.

## Связь сXenosaga
Официально Xenogears не имела продолжений. Однако когда Monolith Soft впервые анонсировала Xenosaga, стало известно, что это будет предыстория серии. Тэцуя Такахаси (руководитель и сценарист Xenogears и Xenosaga), заметил, что «учитывая наши отношения со Square, будет трудно сказать, предыстория ли это, или же прямое продолжение». Все 3 части игры Xenosaga происходят в одной вселенной с Xenogears и объединены только основой сюжетной завязкой, хотя имена и термины частично совпадают.